# Cal Balsach
Cal Balsach és un equipament de municipal situat al barri de la Creu Alta de Sabadell (Vallès Occidental) protegit com a Bé Cultural d'Interès Local. Actualment allotja el Pavelló de Cal Balsach i el Centre Cívic de la Creu Alta - Cal Balsach. Ocupa l'edifici de l'antiga fàbrica tèxtil de la família Balsach, que es dedicava a la fabricació de roba de llana per a senyores i abraçava pràcticament tot el procés productiu.

## Descripció
Fàbrica de planta simètrica, que comprèn tota una illa. Està formada per un prisma monumentalista compost de semisoterrani, planta baixa i dos pisos, on se situa l'accés, precedit per un gran espai buit a tres alçades i emmarcat per unes pilastres. Davant seu hi ha un pati utilitzat per la càrrega i descàrrega de mercaderies, als costats hi ha diverses dependències i al darrere, una immensa nau. Els material emprats són l'estuc i la pedra. Cal destacar el cuidat disseny de la tanca del pati.

## Història
Està edificada en els terrenys de l'antic velòdrom. La construcció va començar el 1942 i es va enllestir el 1948. Les obres foren a càrrec d'Enric Roig. L'edifici de l'arquitecte Gabriel Bracons representa l'esforç de la indústria tèxtil sabadellenca durant l'autarquia del franquisme (anys 40 i 50 del s. XX). Revela una estètica racionalista, molt important als anys de la República, però que va ser adaptada als corrents artístics del Nou Règim. A l'apogeu tenia més de dos cents treballadors Va tancar durant la primera crisi del tèxtil a finals dels anys 60 del segle xx. El 2015 l'ajuntament va cedir l'edifici al Casal el Tallaret per crear un espai autogestionat per les entitats del barri de la Creu Alta.